# Sybra praemediomaculata
Sybra praemediomaculata là một loài bọ cánh cứng trong họ Cerambycidae.